# Home from the Hill
Home from the Hill is een Amerikaanse dramafilm uit 1960 onder regie van Vincente Minnelli. Het scenario is gebaseerd op de gelijknamige roman uit 1958 van de Amerikaanse auteur William Humphrey.

## Verhaal
De rijke plantage-eigenaar Wade Hunnicutt is een rokkenjager. Omdat hij de schijn hoog wil houden dat hij een goed huwelijk heeft, belooft hij zijn vrouw dat hij zich niet zal bemoeien met de opvoeding van hun zoon. Als zijn vader na 17 jaar ontdekt dat ze zijn zoon als een kluns heeft opgevoed, besluit hij om alsnog een echte man van hem te maken.

## Rolverdeling
| Acteur          | Personage               |
| --------------- | ----------------------- |
| Robert Mitchum  | Kapitein Wade Hunnicutt |
| Eleanor Parker  | Hannah Hunnicutt        |
| George Peppard  | Rafe Copley             |
| George Hamilton | Theron Hunnicutt        |
| Everett Sloane  | Albert Halstead         |
| Luana Patten    | Libby Halstead          |
| Anne Seymour    | Sarah Halstead          |
| Constance Ford  | Opal Bixby              |
| Ken Renard      | Chauncey                |
| Ray Teal        | Dr. Reuben Carson       |